# Xu Yun
El venerable Xu Yun Da Shi (1840-1959) fue un maestro "chan" (zen) y uno de los profesores budistas más influyentes de los siglos XIX y XX. 

## Etimología y transliteraciones
Xu Yun Da Shi significa nube vacía en chino (escrito en chino tradicional: 虛雲大師, chino simplificado: 虚云, en pinyin: Xū Yún Dà Shī, Wade-Giles: Hsü Yün. 

## Biografía
La única biografía oficial existente de Xūyún es la realizada por Lu K'uan Yu (Charles Luk), discípulo laico de Xūyún al que encargó la traducción de sus trabajos y biografía al inglés. Charles Luk se establecería en Estados Unidos y traduciría su biografía en 1959. En ella incluiría las importantes charlas dadas por este maestro que fueron ampliamente difundidas en China, el Ho Shang Fa Hui (El entrenamiento chán) y el Hsu Yun Ho Shang Nien P'u ("Lecturas diarias en dos semanas de entrenamiento chán"). 
Estos mismos textos influyeron en buena medida en la difusión del zen por occidente. Fueron publicados por el roshi Philipp Kapleau en los años 70 y posteriormente el trabajo de Luk fue traducido y publicado en Italia, Francia, Inglaterra y Alemania.

### Juventud
Xūyún nació el 26 de abril de 1840 en la provincia china de Fujian. Su madre murió durante el parto, y fue adoptado por un tío que no tenía hijos, que lo hizo heredero. Posteriormente, su abuela decidió que debía tomar dos esposas, para continuar las dos líneas familiares.
Su primera experiencia con el budismo ocurrió durante el entierro de su abuela. Al poco tiempo comenzó a leer los sutras, y más adelante haría un peregrinaje a Nanyo. A los catorce años, anunció que deseaba renunciar al mundo material para llevar una vida ascética. A su padre no le gustaba el budismo y lo hizo educar en el taoísmo. Su padre le encontró dos muchachas como esposas. Xūyún vivió con ellas, pero no llegó a consumar ninguno de los matrimonios. Desde el principio, Xūyún se mostró decepcionado con el taoísmo, que él sentía que no permitía alcanzar las verdades más profundas de la existencia. En secreto, Xūyún estudiaba los sutras y enseñaba el dharma a sus esposas.
A los diecinueve años, Xūyún huyó con su primo Fu Guo al monasterio de Gushan en Fuzhou. Allí le afeitaron la cabeza y lo ordenaron monje. Cuando su padre envió agentes para buscarlo, Xūyún se refugió en una gruta detrás del monasterio, en la que vivió en la austeridad durante tres años. A los veinticinco años, Xūyún descubrió que su padre había muerto, y que su madrastra y sus dos esposas habían ingresado en un convento de monjas.
Durante sus años de ermitaño, Xūyún hizo algunos de sus descubrimientos más profundos. Visitó al viejo maestro Yong Jing, que le instó a abandonar su ascetismo extremo en favor de la templanza. Él instruyó al joven monje en el conocimiento de los sutras y le dijo que prestara atención al kōan que decía "¿quién arrastra este mi cadáver?". A los 36 años, a instancias de Yong Jing, Xūyún hizo una peregrinación de siete años a la isla de Putuoshan frente a la costa de Ningbo, un lugar considerado por los budistas como el bodhimandala de Avalokiteshvara. Él procedió a visitar el monasterio del rey Asoka, y otros diversos lugares santos chan.

### Madurez
A la edad de 43 años, Xūyún reflexionó sobre sus logros. Lamentó haber abandonado a su familia, y fue en peregrinación a la Montaña de las Cinco Cumbres del noroeste, el bodhimandala de Manjushri. Allí, oró por el renacimiento de los miembros de su familia en la Tierra Pura. En el camino, se dice que se encontró con un mendigo llamado Wen Ji, que salvó su vida por dos veces. Después de hablar con los monjes de la Montaña de las Cinco Cumbres, Xūyún acabó convencido de que el mendigo había sido un avatar de Manjushri.
Tras lograr la unicidad de la mente, Xūyún viajó al oeste y al sur, cruzando Tíbet. Visitó muchos monasterios y lugares santos, incluido el Potala, la sede del dalái lama, y el Tashi Lunpo, el monasterio del Panchen Lama. Él viajó a través de la India y de Ceilán, y después por el mar hasta Birmania. Durante esta época de viajes, Xūyún sentía que su mente se aclaraba, y que su cuerpo se volvía más fuerte.
Xūyún compuso una gran cantidad de poemas durante este período.

### Vejez e iluminación
Después de volver a China, y ya con 55 años, Xūyún se estableció en el monasterio de Gao Ming (actual templo de Gaoming) en Yangzhou, donde estudiaba los sutras y tantras. Un día resbaló y cayó en un río, y quedó atrapado por la red de un pescador. Lo llevaron a un templo próximo, donde lo reanimaron y lo curaron de sus heridas. A pesar de sentirse enfermo, volvió a Yangzhou. Cuando Gao Ming le preguntó si pensaba participar en las semanas de meditación que se avecinaban, él declinó cortésmente, sin revelar su enfermedad. Gao Ming se sintió afrentado por esto, e hizo que azotaran a Xūyún con una regla de madera. Él aceptó de buena gana este castigo, si bien su condición empeoró.
En los días siguientes, Xūyún permaneció sentado en meditación continua. En su autobiografía, escribió: "En la pureza de la unicidad de mi mente, lo olvidé todo sobre mi cuerpo. Veinte días después, mi enfermedad desapareció por completo. A partir de ese momento, con todos mis pensamientos suprimidos, mi práctica surtió efecto durante todo el día y la noche. Mis pasos eran tan rápidos como si volara en el aire. Una tarde, tras la meditación, abrí los ojos y de repente vi que me encontraba en medio de un brillo similar a la luz del día en el cual podía ver todo dentro y fuera del monasterio..." Pronto, Xūyún afirmó haber alcanzado la iluminación, que él describió como algo que era como "despertar de un sueño".
Desde ese momento hasta su muerte, Xūyún obró como bodhisattva, enseñando los preceptos, explicando sutras, y restaurando templos antiguos. Actuó por toda Asia, sin limitarse a un país. Sus muchos seguidores se repartían por toda Birmania, Tailandia, Malasia, y Vietnam, así como Tíbet y China. Xūyún permaneció en China durante la Segunda Guerra Mundial y después de la proclamación de la República Popular China, renunciando a refugiarse en la seguridad de Hong Kong o Taiwán.
Poco antes de su muerte, Xūyún solicitó a su asistente: "tras mi muerte y cremación, mezcle por favor mis cenizas con azúcar, harina y aceite, amase todo en nueve bolas y láncelas al río como ofrenda a los seres vivos del agua. Si usted me ayuda a cumplir mi juramento, le estaré por siempre agradecido". Murió al día siguiente, 13 de octubre de 1959 a la edad de 120 años.

## Importancia
Xūyún fue uno de los maestros chán más influyentes de los últimos dos siglos, y posiblemente el más importante de la historia china moderna. Su esfuerzo por reavivar el budismo chino de una época de apatía y corrupción le llevaron a restaurar numerosos templos y a instaurar de nuevo un estricto respecto al código monástico. Abogó por cierta integración de las prácticas del Zen y las de la Tierra Pura, siendo amigo y colaborador del enormemente importante patriarca de la Tierra Pura llamado Yin Guan. 
Siguiendo una vida errante y sin posesiones durante una larga vida que duraría 120 años, en la biografía de Xūyún no sólo recoge el tránsito hacia un budismo moderno sino también el paso de una sociedad feudal china hacia la industrialización y el socialismo maoísta. Es por tanto, un testimonio único en una personalidad religiosa directamente heredera del estilo de los antiguos patriarcas de budismo chino. Actualmente, numerosos monasterios en China cuelgan su retrato. Casi todos los maestros Chan actuales están de manera directa o indirecta, vinculados al linaje de este maestro. 
Xūyún es también pieza clave en la formación e importancia de Asociación Budista China, actual órgano oficial que agrupa todos los practicantes del budismo en China. Fue también activo defensor para la creación de una sociedad budista sino-japonesa, aunque este proyecto se vería frustrado por los avatares políticos y bélicos. Siendo respetado por políticos, funcionarios y por el pueblo llano, no obstante durante los avatares de la revolución cultural y siendo ya un anciano fue detenido y sometido a un duro trato por sus guardianes, del que ya nunca se recuperaría del todo. 
Fuera de China, el lugar en el que la influencia de sus enseñanzas es más fuerte es el Sureste asiático, en particular Vietnam y Birmania.
Xūyún fue uno de los maestros Chan más influyentes de los últimos dos siglos y sin duda el más importante de la historia moderna de China. A diferencia del catolicismo y otras ramas del cristianismo, no había ninguna organización en China que abarcara a todos los monjes, ni siquiera a todos los monjes dentro de la misma secta. Tradicionalmente cada monasterio era autónomo, con la autoridad descansando sobre cada abad respectivo. Esto cambió con las normas del Partido Comunista. En 1953, la Asociación Budista de China estableció una reunión con 121 delegados en Pekín. En la reunión también eligió a un presidente, 4 presidentes honorarios, 7 vicepresidentes, un secretario general, 3 secretarios generales adjuntos, 18 miembros de un comité permanente, y 93 directores. Los 4 presidentes honorarios elegidos fueron el Dalái lama, el Panchen Lama, el Gran Lama de Mongolia Interior, y el propio Xūyún. 
Aunque  el Chán es menos conocido en Occidente en comparación con el Zen japonés, las enseñanzas del venerable maestro Xūyún han persistido, y él sigue siendo una figura importante de la Tierra Pura, en el este de Asia. Fuera de China, la influencia de sus enseñanzas es más fuerte en el sudeste, sobre todo en Vietnam y Birmania, así como en América, donde se transmiten sus enseñanzas a través de estudiantes monásticos bien conocidos tales como Venerable Hsuan Hua, Venerable Jy Din Shakya, venerable Fat Wai Shakya (Fa Hui) y Venerable Fo Shakya Yuan.